# Hoàng thảo tím sẫm
Hoàng thảo tím sẫm (danh pháp hai phần: Dendrobium atroviolaceum) là một loài lan trong chi Lan hoàng thảo.